# Marignane Gignac F.C.
Câu lạc bộ bóng đá Marignane Gignac là một câu lạc bộ bóng đá Pháp có trụ sở tại Marignane, Bouches-du-Rhône. Đội được thành lập vào năm 1924 với tên gọi Union Sportive Marignanaise. Năm 2016 US Marignanaise sáp nhập với AS Gignac để thành lập câu lạc bộ hiện tại.

## Đội hình hiện tại
Tính đến 4 tháng 6 năm 2023
Ghi chú: Quốc kỳ chỉ đội tuyển quốc gia được xác định rõ trong điều lệ tư cách FIFA. Các cầu thủ có thể giữ hơn một quốc tịch ngoài FIFA.
| Số | VT | Quốc gia    | Cầu thủ              |
| -- | -- | ----------- | -------------------- |
| —  | TM | Pháp        | Cyril Boukhit        |
| —  | TM | Pháp        | Léo Colin            |
| —  | TM | Pháp        | Anthony Herbin       |
| —  | HV | Comoros     | Kassim Abdallah      |
| —  | HV | Mauritanie  | Houssen Abderrahmane |
| —  | HV | Bờ Biển Ngà | Ali Bamba            |
| —  | HV | Pháp        | Diaby Doucouré       |
| —  | HV | Pháp        | Alban Gibert         |
| —  | HV | Pháp        | Dany Goprou          |
| —  | HV | Pháp        | Émile Haegeli        |
| —  | HV | Algérie     | Abdelkrim Khechmar   |
| —  | HV | Pháp        | Enzo Lasne           |
| —  | HV | Pháp        | Loni Quenabio        |
| —  | TV | Pháp        | Memet Arslan         |

| Số | VT | Quốc gia               | Cầu thủ             |
| -- | -- | ---------------------- | ------------------- |
| —  | TV | Cộng hòa Dân chủ Congo | Osée Diampo Sengele |
| —  | TV | Pháp                   | Youness Diatta      |
| —  | TV | Pháp                   | Dani Djouhri        |
| —  | TV | Pháp                   | Joris Mallet        |
| —  | TV | Comoros                | Salim Mramboini     |
| —  | TV | Pháp                   | El Hadji Niang      |
| —  | TV | Maroc                  | Othmane Benhamza    |
| —  | TĐ | Pháp                   | Pythocles Bazolo    |
| —  | TĐ | Pháp                   | Guillaume Bosca     |
| —  | TĐ | Pháp                   | Karim Bouhmidi      |
| —  | TĐ | Mali                   | Diawoye Diarra      |
| —  | TĐ | Pháp                   | Kenny Herbin        |
| —  | TĐ | Pháp                   | Hamidi Nagui        |